# Vectơ (toán học và vật lý)
Trong toán học và vật lý, vectơ là một phần tử của không gian vectơ.
Đối với nhiều không gian vectơ cụ thể, các vectơ nhận được tên cụ thể, được liệt kê bên dưới.
Trong lịch sử, vectơ được giới thiệu trong hình học và vật lý (điển hình là cơ học) trước khi chính thức hóa khái niệm không gian vectơ. Vì vậy, người ta thường nói về các vectơ mà không nói rõ về không gian vectơ nó thuộc về. Cụ thể trong không gian Euclide, người ta thường xem xét vectơ không gian, hay còn gọi là vectơ Euclide được sử dụng để biểu diễn các đại lượng có cả độ lớn và hướng, và có thể được cộng và nhân (được nhân với một số thực) để tạo thành một không gian vectơ.